# Indianola (Oklahoma)
Indianola – miejscowość w Stanach Zjednoczonych, w stanie Oklahoma, w hrabstwie Ottawa.